# إدغار شميت
إدغار شميت (بالألمانية: Edgar Schmitt)‏ (29 أبريل 1963 في ألمانيا - ) هو مدرب كرة قدم ولاعب كرة قدم ألماني في مركز الهجوم. لعب مع آينتراخت فرانكفورت وفورتونا كولن ونادي ساربروكن ونادي سالمروهر ونادي كارلسروه واينتراخت ترير 05 ‏.

## وصلات خارجية
- إدغار شميت على موقع قاعدة بيانات كرة القدم.إي يو (الإنجليزية)
- إدغار شميت على موقع بيانات كرة القدم. دي إي (الألمانية)
- إدغار شميت على موقع عالم كرة القدم.نت (الإنجليزية)